# Khottosho
Il khottosho-bankhaar, anche hottosho, o cane da pastore della Buriazia o Bankhar Dog è una razza canina molossoide (tipo cane da montagna) originaria della Buriazia, non riconosciuta dalla FCI.

## Storia
La razza originò in tempi molto antichi dall'archetipo razziale dei molossoidi, un grande cane da montagna selezionato in epoca protostorica nel Medioriente (fond. nella Mezzaluna Fertile), dove la nascente pastorizia aveva evidenziato la necessità di selezionare un grosso cane difensore del gregge, evolutosi durante l'Età del ferro come cane da guerra/palazzo nelle prime grandi civiltà (assiri, babilonesi, ittiti, egizi). Dalla Mesopotamia, il Molossoide si diffuse nell'antico impero persiano e da lì al Caucaso, all'India ed a tutti i paesi tra le pendici indo-pakistane dell'Himalaya (Tibet, Nepal, Bhutan, ecc.) e le steppe mongoliche, originando diversi ceppi locali: tutti cani accomunati da una certa tipologia caratteriale (forte, dominante, territoriale e protettiva verso la famiglia umana) ma con varianti morfologiche dovute alle diversità climatiche e del territorio.
Il Khottosho, lett. "Lupo domestico" (l'altro nome, "Bankhaar", significa "irsuto"), è l'evoluzione del ceppo mongolico del molossoide. Si tratta del cane utilizzato da sempre come guardiano delle iurte dei nomadi e custode delle mandrie di Yak. L'ammodernamento della pastorizia in Mongolia ne ha drasticamente ridotto il numero. Durante l'epoca sovietica, la razza sopravvisse perché riconvertita in cane da guardia utilizzato dall'esercito per pattugliare i confini del territorio (come contestualmente occorso ai molossoidi Pastore del Caucaso e Pastore dell'Asia Centrale in altre contrade dell'Unione), venendo talvolta incrociato con altre razze per modificarne il carattere cocciuto ed indipendente.

## Descrizione
Forte ma di ossatura non massiccia, ha la testa grande, con stop moderato, muso robusto ma non troppo molossoide, orecchie pendenti e occhi piccoli. Il pelo è lungo, con un certo sottopelo, i colori più diffusi sono il nero focato, il nero ed il rosso. Ne esistono anche di marroni, grigi e pezzati bianco-neri.

I pochi soggetti talvolta presenti alle esposizioni (in Russia) vengono talvolta scambiati per Leonberger o Hovawart.